# За Денгел
За Денгел — імператор Ефіопії з Соломонової династії. Був сином Лесани Крестоса, брата Сарси Денгела.

## Життєпис
Сарса Денгел мав намір зробити своїм наступником племінника За Денгела, але під впливом його дружини та інших синів він змінив своє рішення й на трон по його смерті зійшов Якоб, якому було лише сім років. Регентом при малолітньому царі став Антенатевос, рас Бегемдера. За Денгела та іншого претендента на трон, Сусеньйоса, було вислано з країни, але За Денгел зміг утекти до гір біля озера Тана. Сусеньйос знайшов притулок на півдні серед народу оромо.
Коли за шість років Якоб став повнолітнім, він посварився з Антенатевосом, а своїм найближчим радником зробив раса За Селласе. Утім, останній скинув Якоба, вигнавши його. На царський трон був запрошений За Денгел. Коли виявилось, що новий імператор приносить більше клопоту, ніж Якоб, За Селласе вирішив повернути трон його законному власнику.
Невдовзі За Денгел загинув у битві.